# Hippeastrum condemaitae
Hippeastrum condemaitae là một loài thực vật có hoa trong họ Amaryllidaceae. Loài này được (Vargas & E.Pérez) Meerow mô tả khoa học đầu tiên năm 1997.